# Agave obscura
Agave obscura là một loài thực vật có hoa trong họ Măng tây. Loài này được Schiede ex Schltdl. mô tả khoa học đầu tiên năm 1844.

## Hình ảnh

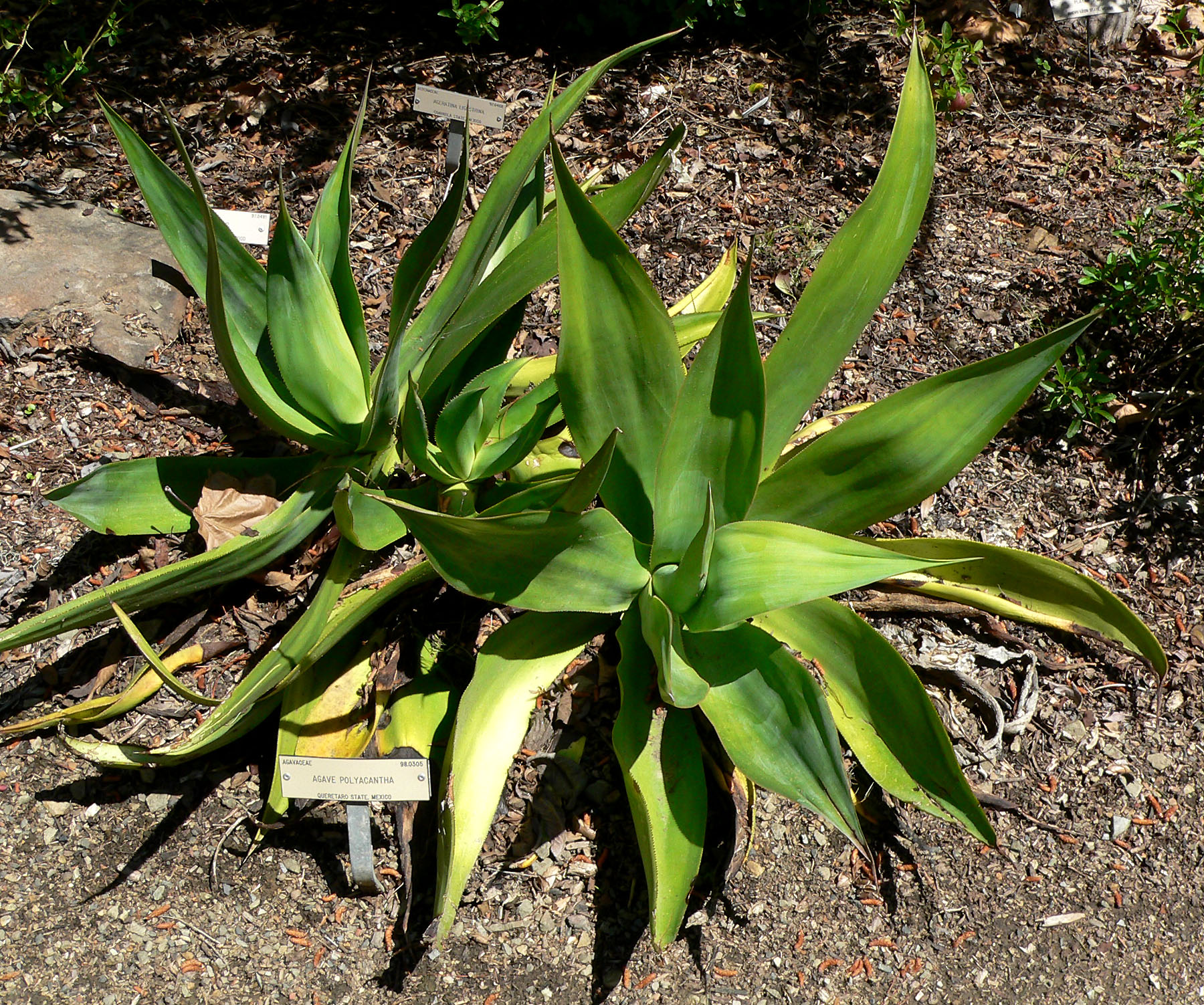
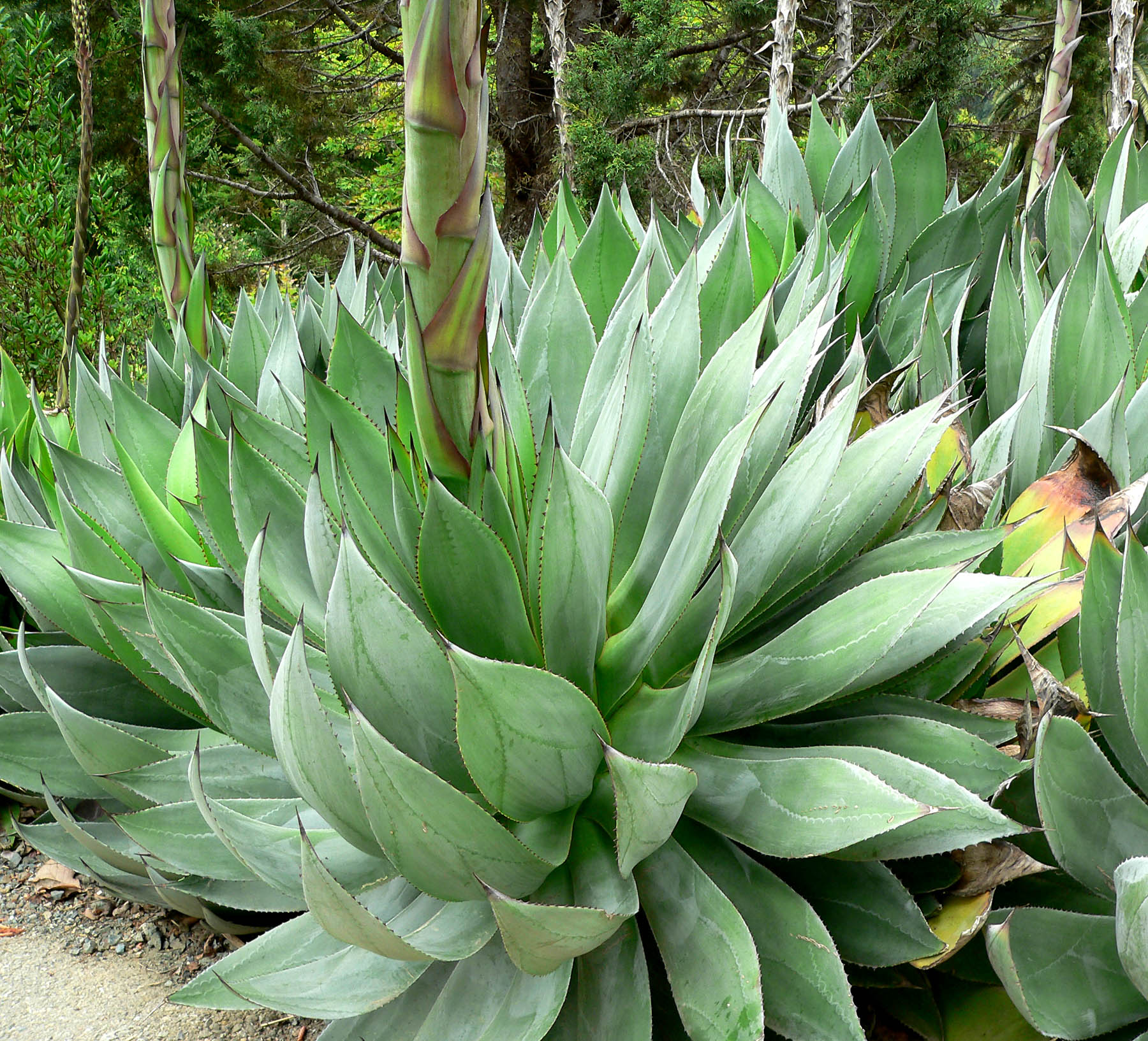
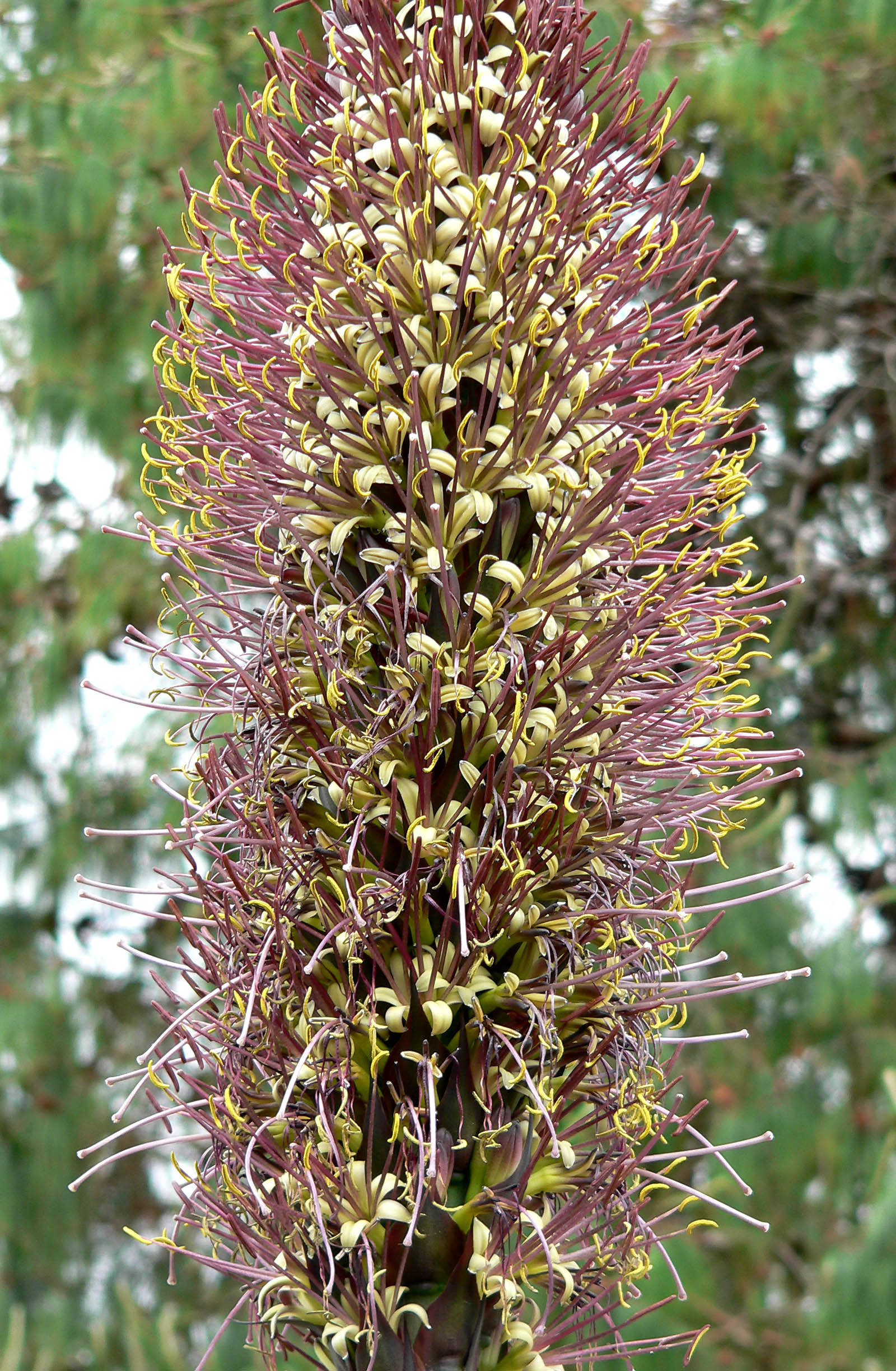